# Flora of the Hawaiian Islands
Flora of the Hawaiian Islands (abreviado Fl. Hawaiian Isl.) es un libro con descripciones botánicas que fue escrito por Wilhelm B. Hillebrand y que fue publicado póstumamente en 1887 por su hijo, después de su fallecimiento.